# Reprezentacja Murcji w piłce nożnej mężczyzn
Reprezentacja Murcji w piłce nożnej – zespół piłkarski, reprezentujący hiszpańską wspólnotę autonomiczną – Murcję. Drużyna nie należy do FIFA ani UEFA.

## Mecze drużyny
| Data            | Miejsce |        | Przeciwnik       | Wynik |
| --------------- | ------- | ------ | ---------------- | ----- |
| 18 maja 2011    | Murcja  | Murcja | Real Madryt      | 2 – 2 |
| 23 grudnia 2008 | Murcja  | Murcja | Estonia          | 1 – 1 |
| 26 grudnia 2007 | Murcja  | Murcja | Gwinea Równikowa | 1 – 0 |
| 30 grudnia 2006 | Murcja  | Murcja | Ekwador          | 3 – 0 |
| 28 grudnia 2005 | Murcja  | Murcja | Litwa            | 1 – 1 |